# John Tenta
Pour les articles homonymes, voir Tenta (homonymie) et Earthquake.
John Anthony Tenta Jr. (né le 22 juin 1963 à Surrey et mort le 7 juin 2006 à Sanford), plus connu sous le nom de Earthquake est un catcheur canadien connu pour son travail à la World Wrestling Federation de 1989 à 1993.
Après des débuts comme sumotori, sous le nom de Kototenzan, Tenta décide de se reconvertir comme catcheur vedette de la WWF notamment pour sa rivalité face à Hulk Hogan mais également pour son équipe avec Typhoon sous le nom de Natural Disasters où ils étaient championnat par équipe. Il a aussi lutté à la World Championship Wrestling sous le nom de Avalanche et The Shark puis à la All Japan Pro Wrestling sous le nom de Golga avant de faire un retour à la WWF en 1998.
Il est mort le 7 juin 2006 d'un cancer de la vessie.

## Jeunesse
Tenta est né à Surrey et pèse 11 lb (5 kg) à la naissance. À l'adolescence, il fait déjà 6′ 6″ (1,98 m) pour 440 lb (200 kg) et a une force qui surprend sa mère Irene. Il fait partie de l'équipe de lutte et remporte quelques compétitions scolaires.
Il obtient une bourse sportive pour étudier à l'université d'État de Louisiane où il continue à pratiquer la lutte ainsi que le football américain et le rugby. Il ne se distingue pas dans les compétitions universitaires mais devient en 1983 champion du monde espoir de lutte libre dans la catégorie des plus de 100 kg en battant Gary Albright en finale. L'année suivante, il termine 4e d'une manche de la Coupe du monde de lutte libre à Toledo.

## Carrière de sumotori
Tenta part au Japon après avoir rencontré le sumotori Kotogaume Tsuyoshi (en). Il entre dans l'écurie de Kotogaume, Sadogatake et s'entraîne pour devenir sumotori. Il ne parle pas japonais et apprend le sumo grâce à des dessins que lui fait Kotogaume.
Il participe à son premier tournoi sous le shikona (nom de ring) de Kototenta Toshikatsu en novembre 1985 et remporte ses trois premiers combats comme mae-zumo (sumo débutant).
Il reste invaincu en remportant le tournoi de janvier 1986 dans la division jonokuchi. Il continue en remportant le tournoi de mars de la division des jonidan avec sept victoires en autant de combats.
Il change de shikona et se fait appeler Kokotenzan Toshikatsu et sort vainqueur du tournoi de mai dans la division des sandanme en continuant sa série de victoires. Il entre en conflit avec son entraîneur qui lui demande de prendre du poids, ce qu'il refuse. De plus, les autres sumos de Sadogatake n'apprécient pas que Tenta bénéficie d'un traitement de faveur. Cela contraint Tenta de déclarer forfait pour le tournoi de juillet et d'arrêter sa carrière de sumo.

## Carrière de catcheur

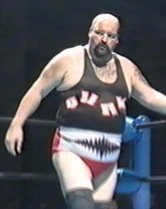
Earthquake, 2003.

### All Japan Pro Wrestling et Vancouver All-Star Wrestling (1987-1989)
Tenta s'entraîne au dojo de la All Japan Pro Wrestling auprès de Giant Baba et d'autres catcheurs de cette fédération de catch,. Il y fait fréquemment équipe avec Baba. Il lutte aussi au Canada à la Vancouver All-Star Wrestling et y remporte le championnat poids lourd du Canada de l'Universal Wrestling Alliance le 1er août 1987 après sa victoire face à JR Bundy. Il rend son titre vacant quelques mois plus tard,. Il retourne au Japon et participe au tournoi Real World Tag League avec The Great Kabuki (en). Au début de l'année 1988, le magazine Tokyo Sports le désigne comme étant le rookie de l'année 1987. Il retourne au Japon à l'AJPW et y reste jusqu'en 1989.

### World Wrestling Federation (1989-1994)
En 1989, Tenta signe un contrat avec la World Wrestling Federation en 1989. Il fait sa première apparition télévisé durant l'enregistrement de Superstars of Wrestling du 11 novembre. Jimmy Hart le choisit dans le public pour monter que Dino Bravo est plus fort que The Ultimate Warrior. Bravo fait quatre pompes avec Tenta qui s'assied sur le dos puis les deux hommes s'allient pour attaquer le Warrior. Il prend le nom d'Earthquake et fait son premier combat télévisé à la WWF le 23 novembre durant les Survivor Series. Ce jour-là, il participe à un match par équipe à élimination aux côtés de Dino Bravo, Greg Valentine et Randy Savage et ils battent Bret Hart, Hercules, Jim Duggan et Ronnie Garvin.
Le 21 janvier 1990 durant le Royal Rumble, Earthquake entre en 19e position dans le Royal Rumble match où il élimine Dusty Rhodes puis Ax avant de se faire sortir par tous les catcheurs alors présent sur le ring à l'exception de Dino Bravo. Le 1er avril à WrestleMania VI, il bat Hercules en moins de cinq minutes dans un affrontement entre deux catcheurs qui n'ont que leur force comme principal atout. Le 26 mai dans Superstars of Wrestling (en), il provoque Hogan dans le Brother Love Show. Ils s'affrontent le 27 août dans le match phare de SummerSlam qui voit la défaite d'Earthquake par décompte à l'extérieur.

## Vie privée
John Tenta était marié à Josephine Tenta avec qui il a eu deux garçons (Jeff et John) et une fille Joanna.

## Palmarès

### En catch
- Super World of Sports (SWS)
  - 1 fois champion du monde par équipes de la SWS avec Typhoon[21]
- Vancouver All-Star Wrestling
  - 1 fois champion poids lourd du Canada de l'Universal Wrestling Alliance (UWA)[11]
- World Wrestling Federation (WWF)
  - 1 fois champion du monde par équipes de la WWF avec Typhoon[22]
  - WWE Hall of Fame (2025) avec The Natural Disasters (en)

### En lutte
- Championnat du monde espoir
  -  en lutte libre dans la catégorie des plus de 100 kg en 1983[5]
- Coupe du monde de lutte
  - 4e en lutte libre dans la catégorie des plus de 100 kg en 1984[5]

### En sumo
| Abrévation | Légende                  |
| ---------- | ------------------------ |
| Mz         | Mae-zumo (sumo débutant) |
| Jk         | Jonokuchi                |
| Jd         | Jonidan                  |
| Sd         | Sandanme                 |
| Ms         | Makushita                |
| J          | Jūryō                    |
| M          | Makuuchi                 |
| Nombre     | Rang au début du tournoi |
| e          | Est                      |
| w          | Ouest                    |

| Date                  | Rang                 | Résultats            | Notes                |
| Kototenta Toshikatsu  | Kototenta Toshikatsu | Kototenta Toshikatsu | Kototenta Toshikatsu |
| --------------------- | -------------------- | -------------------- | -------------------- |
| Novembre 1985         | Mz                   | 3-0                  |                      |
| Janvier 1986          | Jk40w                | 7-0                  | Yūshō                |
| Mars 1986             | Jd54e                | 7-0                  | Yūshō                |
| Kototenzan Toshimitsu |                      |                      |                      |
| Mai 1986              | Sd53w                | 7-0                  | Yūshō                |
| Juillet 1986          | Ms43e                | 0-0-7                |                      |

## Récompenses des magazines
- Pro Wrestling Illustrated
  - Catcheur le plus détesté de l'année 1990[23]
  - Catcheur le plus détesté de l'année 1990[23]
  - 2e rivalité de l'année 1990 contre Hulk Hogan[24]
  - 3e match de l'année 1990 contre Hulk Hogan à SummerSlam[24]
  - 4e match de l'année 1990 (Royal Rumble match au cours du Royal Rumble)[24]

| Année | 1991 | 1992 | 1993 | 1994 | 1995 | 1996 |
| ----- | ---- | ---- | ---- | ---- | ---- | ---- |
| Rang  | 50   | 40   | 94   | 99   | 101  | 136  |

- Tokyo Sports
  - Rookie de l'année 1987[13]
- Wrestling Observer Newsletter
  - Pire rivalité de l'année 1996 contre le Big Bossman[26]
  - Pire équipe de l'année 1998 avec Kurrgan[27]
  - Pire gimmick de l'année 1998 comme membre de The Oddities (Sable, Shaggy 2 Dope, Violent J, George Steele, Giant Silva et Kurrgan)[27]